# Isis (opéra)
Pour les articles homonymes, voir Isis (homonymie).
Isis est une tragédie lyrique en cinq actes de Philippe Quinault, musique de Jean-Baptiste Lully, représentée pour la première fois à Saint-Germain-en-Laye le 5 janvier 1677.

## Personnages principaux
| Rôle                                                                                                   | Voix    | Créateur |
| --- | ------- | -------- |
| Jupiter, dieu, époux de Junon, amoureux de Io                                                          | basse   |          |
| Junon, déesse, épouse de Jupiter, jalouse de Io                                                        | soprano |          |
| Iris, déesse, messagère de Junon                                                                       | soprano |          |
| Mercure, dieu, messager de Jupiter                                                                     | ténor   |          |
| Io, nymphe, fille d'Inachus, dieu fleuve, fiancée de Hiérax aimée de Jupiter, deviendra la déesse Isis | soprano |          |
| Mycène, nymphe, sœur de Io                                                                             | soprano |          |
| Hiérax, mortel, fiancé malheureux de Io                                                                | basse   |          |
| Argus, mortel, frère de Hiérax                                                                         | basse   |          |
| Pirante, mortel, ami de Hiérax                                                                         | ténor   |          |
| Pan, dieu                                                                                              | basse   |          |
| Syrinx, nymphe, poursuivie par Pan et changée en roseaux dont il va faire des flûtes                   | soprano |          |
| Erinnie, une des Furies, persécutrice de Io                                                            | ténor   |          |

## Argument

### Prologue
Tableau lyrique avec Neptune et les Tritons. Appel aux plaisirs et à la paix.

### Acte I
Hiérax sent que Io ne l'aime plus, mais il est pressé par son ami, Pirante, d'avoir une discussion avec celle qu'il aime.
Io confie à sa sœur, qu'en effet Jupiter l'aime et qu'elle ne peut lui résister. Mercure annonce la venue de Jupiter sur terre.

### Acte II
Jupiter vient voir Io et lui avoue son amour. Celle-ci lui réplique qu'elle est déjà fiancée et le quitte. Jupiter, dépité, ne renonce pas. Il demande à Mercure d'occuper Iris, la confidente de Junon, pendant qu'il suivra Io. Mercure se met à courtiser Iris, qui ne s'en laisse pas conter, mais ne trouve pas Io. Junon arrive sur terre et annonce à Jupiter qu'elle s'est choisie une nouvelle nymphe de compagnie : Io.
Aux jardins d'Hébé, Junon fait une fête pour accueillir sa nouvelle nymphe. Io arrive accompagnée de Mercure et Iris. Elle est accueillie par les nymphes.

### Acte III
Sur les ordres de Junon, Argus se saisit de Io et l'enferme, refusant à son frère l'accès à la prison. Mercure demande alors à Pan d'organiser une fête en l'honneur de la nymphe Syrinx pour que Argus relâche la garde de Io.
Au cours de la fête Pan poursuit Syrinx de ses assiduités. Elle s'enfuit, se jette dans un lac et se transforme en roseaux. Pan coupe les roseaux et en fait des flûtes.
Pendant la fête Argus s'est assoupi. Mercure l'endort pour de bon et fait évader Io. Hiérax provoque la colère de Mercure qui le transforme lui et son frère en oiseaux.
Junon arrive, constate la fuite de Io, appelle la Furie Erinnie, qui sort des enfers, rattrape Io et l'emmène.

### Acte IV
La Furie emmène Io dans des lieux de souffrances : enfer glacé, enfer de feu et compagnie des Parques. Elles lui disent que, pour qu'elle vive, elle doit apaiser la fureur de Junon.

### Acte V
La Furie sort Io de la mer. Celle-ci implore Jupiter, qui se laisse toucher. Jupiter intercède auprès de Junon en lui faisant la promesse de laisser Io tranquille. Junon pardonne à Io et élève Io au rang de déesse sous le nom d'Isis. Ils remontent tous les trois au Ciel.

## Analyse
Isis est la cinquième collaboration entre Quinault et Lully, et appartient au genre de la tragédie lyrique, dans le cadre du classicisme français du dix-septième siècle. La fantaisie et le surnaturel y interviennent. Les récitatifs et petits airs composés par Lully sont exécutés avec rigueur, là où les divertissements, un par acte, font intervenir chœurs et troupe de danse, dans une esthétique baroque. Des éléments de désordre et d'artifice y interviennent, comme dans l'acte IV, où le chœur du Froid répète des syllabes pour imiter le tremblement, ou quand les Chalybes, dans leur forge, répètent "tôt, tôt", pour symboliser le bruit du marteau. Pour le grelottement du Froid, Lully et Quinault inspirent l'air du génie du Froid dans King Arthur (1691) de Henry Purcell, le choeur chantant : « La neige et les glaçons / Nous donnent de mortels frissons ; / Les frimas se répandent sur nos corps languissants. » 

## Réception
Représentée le 5 janvier 1677, la tragédie lyrique fut accueillie froidement par la Cour, en dépit d'une intrigue classique et d'une distribution correcte. Isis entraîna la disgrâce de Philippe Quinault. Il fut chassé de la cour et du théâtre pendant deux ans. En effet, Madame de Montespan se reconnut en Junon et crut reconnaitre Mademoiselle de Ludres, la maîtresse du roi du moment, dans le personnage de Io et Isis. Toute la cour en fit des gorges chaudes et Mademoiselle de Ludres quitta la Cour l'année suivante,.

## Interprétations
- Les Talens Lyriques enregistrent la musique en 2019, dirigés par Christophe Rousset [6].
- Un extrait de l'opéra (la Renommée dans le Prologue) est visible dans le film Le roi danse de Gérard Corbiau.

#### Vidéos
- C'est lui dont les dieux ont fait choix (Le roi danse)
- L'exil de Io